# لالی‌بلا
لالی‌بلا (امهری: ላሊበላ، آوانگاری: Lalibäla) شهری در منطقه امهارا در اتیوپی است. این شهر در بخش لَستا و زون شمال ولو واقع شده و به دلیل معماری صخره‌ای معروف خود، که شامل کلیساهای یکپارچه صخره‌ای است، جاذبه‌ای گردشگری به‌شمار می‌رود. این کلیساها در تضاد با کلیساهای یکپارچه قدیمی‌تر اتیوپی طراحی شده‌اند.
لالی‌بلا به‌طور کلی یکی از مهم‌ترین مکان‌های باستانی و نمایانگر تمدن‌های دوران باستان، قرون وسطی و پس از آن در اتیوپی است. برای مسیحیان، لالی‌بلا یکی از مقدس‌ترین شهرهای اتیوپی و مرکزی برای سفر زیارتی است.
اتیوپی از نخستین کشورهایی بود که در نیمه اول قرن چهارم مسیحیت را پذیرفت و ریشه‌های تاریخی آن به دوران حواریون بازمی‌گردد. کلیساهای لالی‌بلا متعلق به قرن‌های هفتم تا سیزدهم میلادی هستند و به‌طور سنتی به دوران حکومت پادشاهی زَگوه و پادشاه گبْره مسکل لالی‌بلا (حکومت تقریباً بین ۱۱۸۱ تا ۱۲۲۱ میلادی) نسبت داده می‌شوند.
چیدمان و نام‌های ساختمان‌های اصلی در لالی‌بلا، به ویژه از سوی روحانیون محلی، به‌عنوان نمادی از اورشلیم پذیرفته شده است. این موضوع باعث شده برخی از کارشناسان ساخت کنونی کلیساها را به سال‌های پس از تصرف اورشلیم در ۱۱۸۷ میلادی توسط رهبر مسلمان، صلاح‌الدین ایوبی، نسبت دهند.
لالی‌بلا تقریباً در ارتفاع ۲٬۵۰۰ متر (۸٬۲۰۰ فوت) از سطح دریای آزاد قرار دارد و شهر اصلی منطقه لَستا به‌شمار می‌رود که پیش‌تر بخشی از ناحیه بوگنا بوده است. کلیساهای کنده‌شده در صخره لالی‌بیلا در سال ۱۹۷۸ به‌عنوان میراث جهانی یونسکو به ثبت رسیدند.

## تاریخچه

### منشأ
دربارهٔ زمان ساخت برخی از کلیساهای لالی‌بلا اختلاف‌نظرهایی وجود دارد. بر اساس سنت محلی، پیش از به تخت نشستن گبْره مسکل لالی‌بلا، او به‌وسیله عیسی در سفری به اورشلیم راهنمایی شد و مأمور شد که اورشلیمی دوم در اتیوپی بنا کند.: 115  بر این اساس، لالی‌بلا (که به‌طور سنتی به نام «روها» شناخته می‌شد) در دوران پادشاهی زَگوه و تحت سلطنت پادشاه گبْره مسکل لالی‌بلا (تقریباً بین سال‌های ۱۱۸۱ تا ۱۲۲۱ میلادی) تأسیس شد. با این حال، احتمال دارد که این کلیساها طی چندین مرحله ساخت و تغییر در سازه‌های پیشین، به شکل کنونی درآمده باشند.
دیوید رودن باکستون، با تعیین زمان‌بندی مورد قبول عموم، بیان کرد که «دو کلیسا به‌طور دقیق از سنتی که توسط دبرا دامو و یمراهانا کریستوس تعدیل شده است، پیروی می‌کنند.» او معتقد بود که زمان لازم برای حجاری این سازه‌ها از صخره‌های زنده، بیش از چند دهه حکومت گبْره مسکل لالی‌بلا طول کشیده و احتمالاً ساخت آنها تا قرن چهاردهم ادامه یافته است.
با این حال، دیوید فیلیپسون، استاد باستان‌شناسی آفریقا در دانشگاه کمبریج، پیشنهاد داده است که کلیساهای مرکوریوس، گابریل-روفائل، داناگل در اصل به‌عنوان استحکامات یا سازه‌های کاخی بین سال‌های ۶۰۰ تا ۸۰۰ میلادی در دوران امپراتوری حبشه از صخره تراشیده شده‌اند، و نام لالی‌بلا بعدها به آنها نسبت داده شد.
از سوی دیگر، تاریخ‌نگار محلی، گتچو مکونن، مسکل کبرا، همسر لالی‌بلا، را عامل ساخت کلیسای بِیت آبا لیبانوس به‌عنوان یادبودی برای شوهرش پس از مرگ او می‌داند.
کاوش‌های باستان‌شناسی اخیر در لالی‌بلا بقایای سفالی و جانوری بسیاری از دوره ۹۰۰ تا ۱۱۰۰ میلادی را آشکار کرده‌اند که نشان می‌دهد این مکان پیش از تبدیل شدن به یک مرکز مذهبی توسط پادشاه لالی‌بلا، عمدتاً سکونتگاهی سکولار بوده است. نقش‌برجسته‌های حیوانی پیشامسیحی نیز در دیوارهای پایینی غار وشا میکائیل کشف شده که بعدها نقاشی‌های مسیحی روی دیوارهای بالایی آن اضافه شده‌اند، نشان‌دهنده این که منطقه هنوز در فرایند مسیحی‌سازی قرار داشت.